# 大梅內
大梅內（西班牙語：Mene Grande），是委內瑞拉的城鎮，位於該國西北部蘇利亞州的巴拉爾特市，處於馬拉開波湖東岸，距離聖蒂莫特奧15公里，始建於1914年，海拔高度18米。